# El Llano Santa María
El Llano Santa María är en ort i Mexiko, tillhörande kommunen Zumpango i delstaten Mexiko. El Llano Santa María ligger i den centrala delen av landet och tillhör Mexico Citys storstadsområde. Orten hade 1 685 invånare vid folkräkningen 2010.